# 八幡神社 (奈良市東九条町)
八幡神社（はちまんじんじゃ）は、奈良県奈良市東九条（とうくじょう）町にある神社。旧社格は村社。大安寺の旧境内に鎮座し、もと同寺の鎮守神として大安寺八幡宮と称された。また、山城国男山の石清水八幡宮の元宮であるとの伝承を持つことから元石清水八幡宮と称し、或いは辰市（たつのいち）4箇郷の氏神とされたことから、郷社石清水八幡神社や辰市八幡宮等とも称された。
なお、町内に当神社から勧請した同名神社が存在するので、併せて記載する。

## 歴史
応和2年（962年）5月11日の年紀をもつ『大安寺八幡宮御鎮座記』は、入唐した大安寺の僧侶行教が帰朝の途次に豊前国宇佐八幡宮に参籠してその神影を奉戴、大同2年（807年）8月7日に大安寺東室第7院の石清水房に鎮座したのが起源である。後に社を造営して遷座し、「石清水八幡宮」と号して大安寺の鎮守神とされた。しかし、貞観元年（859年）に神託によって山城国男山へ遷座したために、平城天皇の勅命により改めてその跡に祀ったのが創祀であるとする。また異説として、保延6年（1140年）に著された『七大寺巡礼私記』はそれ以前の斉衡2年（855年）に行教が勧請して創祀したものとしている。
鎮座地は『七大寺巡礼私記』に「東塔の北に在り」とあるように、かつては大安寺の寺域に属して南には同寺の七重塔・東塔が建っていた。また『御鎮座記』にある石清水房も「大安寺伽藍絵図」によると現社地と大安寺の間にあったことが確認できる。なお、建長7年（1255年）以前の成立とされる『七大寺日記』には大安寺の金堂の東に南北1町ほど（およそ120メートル）に連なった僧坊の跡があることを記し、その北から4番目の坊が行教の坊であったとの古老の伝えを紹介、次いでその傍らに石清水という井戸があることを述べるが、現社地北方の御霊神社境内にある「石清水の井」がその井の遺称であるという。
中世には「辰市八幡宮」と称され、辰市4箇郷の鎮守神として尊崇され、春日大社の正預に就任した者は必ず一度は頭役として勤仕する定めであった。
本殿は至徳2年（1385年）に室町幕府第3代将軍足利義満により再建された。しかし、永正元年（1504年）に焼失し、その後に再興されたとの話もあり、詳しくは不明である。元亀2年（1571年）の松永久秀の辰市攻略等の戦乱で大安寺とともに衰微の道を辿り、文禄5年（1596年）閏7月13日には慶長伏見地震によって同寺とともに罹災、その影響で大安寺が一時廃寺の状態となったために独立し、在地の氏神として村民の手によって復興された。
社伝によれば、文久3年（1863年）に大修理が行われている。
明治時代になると村社に列せられている。
1913年（大正2年）に本殿と全末社の彩色を施している。

### 元石清水八幡宮
当神社が石清水八幡宮（男山八幡宮）の元宮であるとの伝承については、『七大寺日記』も石清水の井が現存することを以て「八幡石清水之根本（石清水八幡宮の根本）」であると述べているが、対する男山八幡宮はこれを否認しており、例えば天永4年（1113年）4月22日に南都七大寺が共謀してそれぞれの鎮守神の神輿を舁いで上洛、嗷訴に及ぶに際しては、興福寺の衆徒が男山八幡宮に対して元宮である大安寺八幡に従い神宝を具して参加するよう要求したところ、男山八幡宮は逆に男山から勧請したのが大安寺八幡宮であると反論し、従って嗷訴への参加を乞われる謂われは無いとこれを拒否している。また、京都府乙訓郡大山崎町にある離宮八幡宮は、男山八幡宮が創建される前年の貞観元年（859年）に創建されたとし、翌貞観2年（860年）に離宮八幡宮（当時の名称は「石清水八幡宮」）から淀川の対岸にある男山に八幡神が遷宮され、男山八幡宮が建立されたとしている。石清水八幡宮（男山八幡宮）創建の由来は様々あり、良くわからないのが実情である。

## 祭祀
『多聞院日記』によれば中世には8月17日が祭礼日で、大安寺祭として賑わい、猿楽の奉納も行われていた。また、氏子である大安寺地区に座筋（入座の資格を持つ家柄）が厳然と保たれた左右2座の宮座があり、当屋の行事等も古来の仕来りで継続されている。

### 宮座
大安寺地区の宮座は「観音堂衆左座」と「座衆右座」という2座があって祭祀にあたっての特権を有している。両座合わせて50軒程の家で座を構えるが、座筋は限定され、左座は大同2年に宇佐から勧請した際に供奉したと伝わる仲氏の子孫を、右座は当地にあって出迎えたという坂井氏の子孫を称し、それぞれ氏神たる八幡神社との歴史的関係に基づいた他氏を交えない株座（座筋が限定され、同族団的な構成を採る宮座を「株座」といい、対して座筋を特定しない宮座を「村座」と呼ぶ）となっている。
左座は右座より上位とされ、左座から選ばれた「一老」が終身職として両座を統括し、両座それぞれが上席より「五人衆」を選んで両座合わせた「十人衆」を結成、一老を補佐する。座衆として入座するには「名換式」という儀式が必要で、ほぼ11年おきに一老と十人衆の合議で執行が決定され、入座すると各座の末席に配される（同時に入座する者があれば年齢順）。かつては文字通り幼名から成人名への改名が行われていた。また、座筋であっても分家した者は3年以内に当屋を勤めない限りは一切の権利義務を失うが、座衆本人が死亡し後継男子がない場合でも遺族の座筋としての資格は維持される。またたとえ十人衆の者でも町外に転居すれば座を外されるとともに座筋としての権利を失う。この場合再度町内に帰住して十人衆へ挨拶をすれば座筋として復帰できるが、座内の席順は末席となる。
ところで当神社の宮座が文献上で確認できるのは『多門院日記』文明15年（1483年）8月12日条が初めてで、この段階では観音堂衆しか存在しなかったが、宮座の記録から正徳2年（1712年）に21名であった観音堂衆は絶家や経済的な理由からか宝暦年間（18世紀中頃）以前には15名に減少しており、祭礼に伴う諸芸能の興業費の捻出にも苦心していたようである。一方座外の者からは、享保17年（1732年）に坂井氏が、元文5年（1740年）に大西氏が八幡神社に田畑を寄進しており、宮座を再建すべくこの両氏を座に加えて新たな右座を創出した如くで、宝暦4年（1754年）の記録に初めて「宮座」（左座）と「平座」（右座）の両座が現れてくる。そこから、この段階において、改めて各座の由緒譚を作り、特定の家系による封鎖的な株座として固定したものと考えられる。
なお、東九条と杏にも宮座が存在し、東九条町の場合、かつては大安寺地区同様の株座であったが、1873年（明治6年）の地租改正の影響で経営が困難となったために、座筋を解放して他氏の入座を認める村座に改まった（但し30軒程の旧座筋は天神講という名で存続する）。
境内には奈良県内にある陶器製の狛犬の中では最大の狛犬がある。

## 祭神
- 主祭神 - 応神天皇、神功皇后、仲哀天皇

大安寺の鎮守であるが、安産に効ありとの信仰も集めており、そのために子安八幡宮とも称される。本殿下に土製の鳩が無数に並ぶが、それらは安産祈願に参詣した者が奉納したものという。

## 境内
- 本殿 - 至徳2年（1385年）に室町幕府第3代将軍足利義満により再建されたものという。方3間の流造で屋根は檜皮葺。
- 拝殿
- 中門（奈良市指定有形文化財） - 室町時代の建立。江戸時代の初期に改造されている。瓦葺の四脚門であるが、左右に翼廊が連なるため割拝殿のようにも見える[5]。
- 翼廊（奈良市指定有形文化財）
- 若宮神社 - 祭神：仁徳天皇
- 武内神社 - 祭神：武内宿祢命
- 菅原神社 - 祭神：菅原道真公
- 厳島神社 - 祭神：市杵島姫命
- 稲荷神社2社 - 祭神：保食神
- 猿田彦神社 - 祭神：猿田彦命・天照皇大神
- 金刀比羅神社 - 祭神：金刀比羅大神
- 春日神社 - 祭神：天児屋根命・大物主命
- 命婦神社 - 祭神：豊玉姫命・玉依姫命
- 加茂神社 - 祭神：伊邪奈岐命
- 祓殿神社 - 祭神：瀬織津比売命
- 宮玉神社 - 祭神：宮玉大神
- 社務所
- 表門

若宮神社と武内神社は本殿前左右に並び、加茂と祓殿の両神社を除く他の末社は本殿の三方を囲むように配されている。なお、加茂神社は1910年（明治43年）に遷祀の形で合祀された神社で、1891年（明治24年）の「神社調査書」は祭神を伊邪奈岐命としているが、合祀直前の1907年（明治40年）「添上郡祭神由緒調」（県立奈良図書館行政資料）は武雷神を祭神としている。

## 文化財

### 奈良市指定有形文化財
- 中門 附：翼廊2棟 - 1994年（平成6年）3月2日指定。

## 八幡神社
大安寺八幡宮の南方およそ1キロメートル、東九条公民館前に鎮座する。

### 祭神
- 主祭神 - 誉田別命（応神天皇）

### 歴史
鎮座地付近の大安寺八幡宮の氏子が、隔たった氏神を遙拝するために1954年（昭和29年）にその分霊を祀る小祠を営んだもの。

## 境内
- 本殿 - 棟札によると昭和29年10月31日の上棟で、造営に際しては東九条町の氏子一同が協力して当たっている[5]。